# Bazouges
Bazouges era una comuna francesa que estaba situada en el departamento de Mayenne, de la región de Países del Loira, que en 1989 pasó a formar parte de la comuna de Château-Gontier.

## Historia
En 1809 pasó a formar parte de la comuna de Château-Gontier y entre 1810 y 1820 fue reconstituida a partir de sus antiguos territorios.

## Demografía
| Gráfica de evolución demográfica de Bazouges entre 1800 y 2021 |
|                                                                |

Los datos demográficos contemplados en este gráfico se han cogido de la página francesa EHESS/Cassini.